# 和気神社 (霧島市)

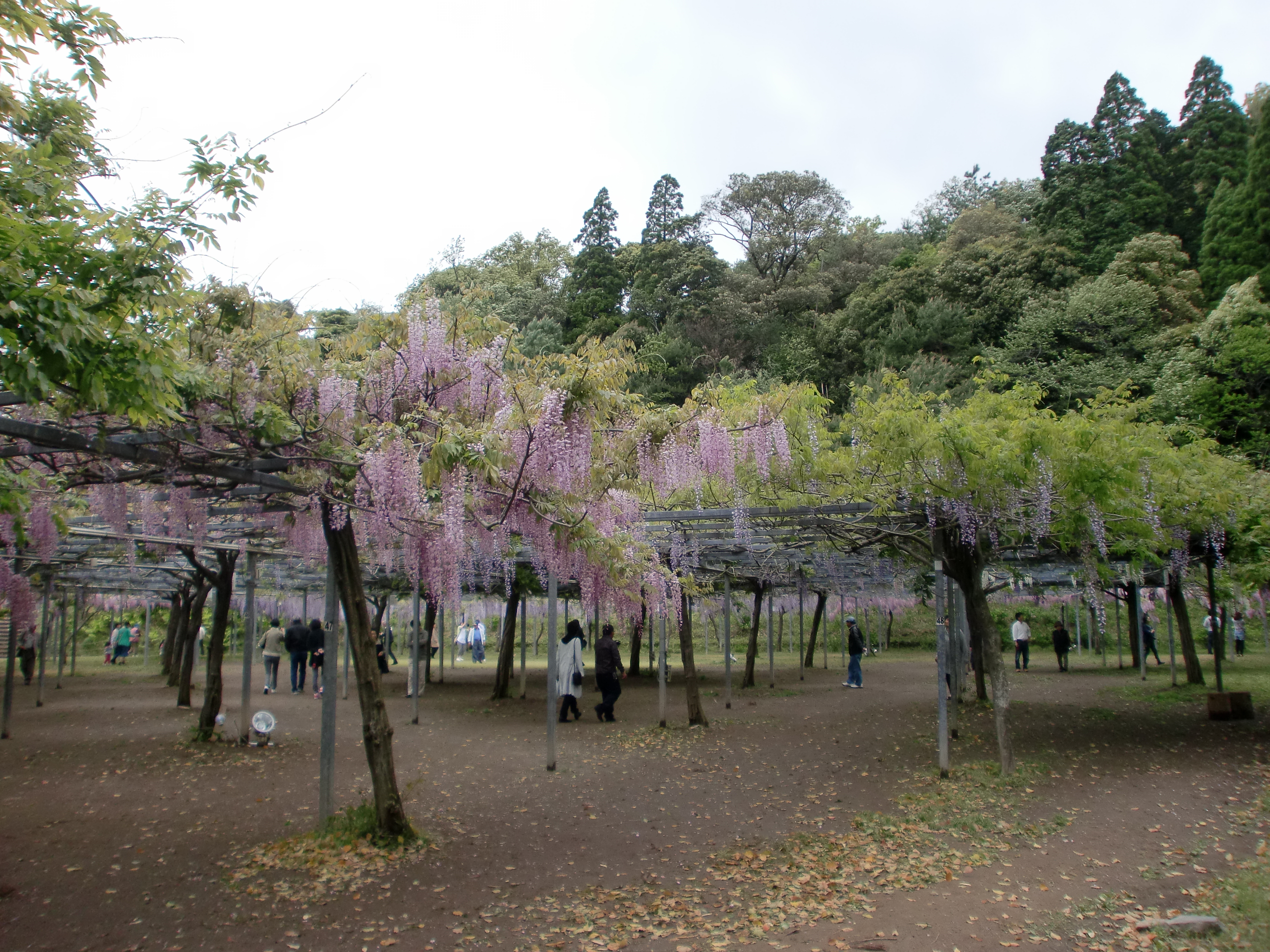
藤まつりで賑わう和気神社境内の藤園

和気神社（わけじんじゃ）は、鹿児島県霧島市にある神社である。

## 祭神
和気清麻呂公命を祀る。神号は護王大明神。

## 由緒
祭神である和気清麻呂は、神護景雲3年（769年）、宇佐八幡宮神託事件に関連して大隅国へ遠島となった。後に名誉回復されて京へ戻っている。
嘉永6年（1853年）、鹿児島藩第11代藩主島津斉彬が日向国・大隅国を視察した折に、この地に松を手植えし、側近の八田知紀に命じて和気公の遺跡調査を行わせた。この結果、この地が和気公の配流地であったことが確定した。
昭和14年（1939年）に和気清麻呂公精忠顕彰会ができ、和気神社創建の請願を行った。同17年（1942年）5月6日に県社として創立許可が下り、翌18年に起工したが、実際に鎮座したのは戦後の昭和21年（1946年）3月である。

## 祭祀
例大祭は5月6日で、これは創立許可が下された日である。この他11月第3日曜日に亥の子祭が開かれる。

## 境内
拝殿前には狛猪がある。これは配流の際に、宇佐神宮に参詣しようと豊前国に上陸したところ、猪が輿を守ったとの伝説（『日本後紀』巻八）により、猪が和気清麻呂の守護神とされているためである。
近隣の妙見温泉観光協会が平成7年（1995年）の亥年に妙見温泉命名100周年を記念して奉納した、白い猪が飼われており、「あいちゃん」の愛称が付けられている。また平成19年の亥年には境内に猪の大絵馬が作られた。その後、平成20年5月25日生まれの「和気（わけ）ちゃん」という愛称の白い猪も飼われている。
社務所の脇には、坂本龍馬とお龍の夫妻が日本で最初の新婚旅行と言われる薩摩滞在でこの地を訪れたことを記念する碑がある。鳥居の前には「忠烈和気公之遺跡」碑と、「義人稲積翁之碑」が立っている。稲積翁は、清麻呂がこの地に配流されていた折にその世話をしたとされる人物である。
参道前の滝見台からは、中津川（天降川支流）にある犬飼滝を見渡すことができる。

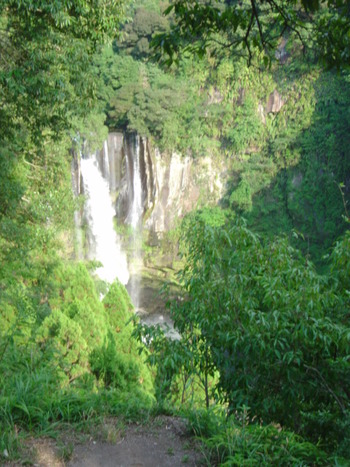
犬飼の滝

## 交通
- 国道223号妙見温泉から鹿児島県道470号犬飼霧島神宮停車場線。県道から階段を登る徒歩の参道と、鳥居の前まで乗り入れられる車道がある。

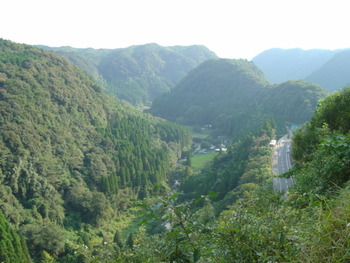
名和神社から県道470号線、隼人方向を臨む。

- 鹿児島交通犬飼バス停が近くにあり、持松線（霧島神宮駅～霧島温泉駅）を運行、当停留所からは朝と夕方に霧島神宮駅方面へ1日2本、朝に霧島温泉駅方面へ1日1本のバスの便がある。全便土曜・日曜・祝日・年末年始は運休（平成23年3月現在）。さらに霧島市のコミュニティバスも運行している。
- 鹿児島空港から運行している霧島・えびの高原定期観光バスのBコース（りょうまコース）の観光コースになっている。